# Православ Тенев
Православ Кръстев Тенев е български офицер (генерал от пехотата), началник-щаб на войската (6 март 1914 – 15 април 1915).

## Биография
Православ Тенев е роден на 15 март 1862 г. във Варна. На 5 октомври 1879 г. постъпва на военна служба, а през 1882 г. завършва Военното на Негово Княжеско Височество училище в София и на 30 август е произведен в чин подпоручик, като е зачислен в Раховска № 12 пеша дружина. През април 1885 г. е назначен за субалтерн-офицер в новосформирания 8-и пехотен приморски полк, а на 30 август 1885 е произведен в чин поручик.

### Сръбско-българска война (1885)
По време на Сръбско-българска война (1885) поручик Тенев служи като командир на 3-та рота от 8-и пехотен приморски полк.
След войната служи като ротен командир във Военното на НКВ училище, след това в 9-и пехотен пловдивски полк. На 1 януари 1888 г. е произведен в чин капитан, а през 1893 г. в чин майор. През 1892 г. завършва Генералщабната академия в Торино, Италия, след което служи като генералщабен офицер: старши адютант в 6-а пехотна бдинска дивизия, началник на оперативно отделение в ЩА, началник на щаба на 1-ва пехотна софийска дивизия. На 1 януари 1898 г. е произведен в чин подполковник. През 1899 г. е назначен за командир на 22-ри пехотен тракийски полк, на която служба е до 1902 г., когато е назначен за началник-щаб на 4-та пехотна преславска дивизия, на която служба е до 1903 година.
През 1903 година подполковник Православ Тенев поема командването на 2-ра бригада от 9-а пехотна плевенска дивизия, на която служба е до 1905 година. По-късно служи като началник на канцеларията на Военното министерство и през 1907 г. е назначен за началник на 6-а пехотна бдинска дивизия. На 15 октомври 1908 г. е повишен в чин генерал-майор.

### Балкански войни (1912 – 1913)
През Балканската война (1912 – 1913) продължава да командва 6-а пехотна бдинска дивизия, която е в състава на Трета българска армия. По време на Лозенградската операция Шеста дивизия е пазена като резерв и само нейната Втора бригада се включва в най-критичния момент. В Люлебургазко-Бунархисарската операция е разположена на десния фланг на настъпващата Трета армия и още през първия ден на боевете завзема Люлебургаз. По-късно в хода на операцията осъществява важния пробив при село Сатъкьой. След Люлебургаз Шеста дивизия е прехвърлена към Първа българска армия (командващ генерал-лейтенант Васил Кутинчев). По време на Чаталджанската операция е разположена в централния участък на фронта, където трябва да се проведе спомагателен удар в хода на настъплението. През първия ден на операцията с големи трудности успява да завземе укреплението Отлуктабия, но на следващия ден е принудена да се оттегли.
На 6 март 1914 генерал-майор Тенев е назначен за началник на Щаба на армията, на която длъжност е до март 1915 година. На 27 март 1915 г. е произведен в чин генерал-лейтенант. При включването на България в Първата световна война (септември 1915 г.) е началник на Главно тилово управление. До 15 януари 1917 е временно назначен за началник на Македонската военноинспекционна област. След това до 1918 г. е генерал за поръчки при ЩДА. През 1916 г. по негово предложение главнокомандващият българската армия издава заповед за създаването на военен музей. На 31 октомври 1918 г. е произведен в чин генерал от пехотата и уволнен от армията.
Генерал от пехотата Православ Тенев умира на 25 декември 1942 г. в София.

## Военни звания
- Подпоручик (30 август 1882)
- Поручик (30 август 1885)
- Капитан (1888)
- Майор (1893)
- Подполковник (1898)
- Полковник (1903)
- Генерал-майор (15 октомври 1908)
- Генерал-лейтенант (27 март 1915)
- Генерал от пехотата (31 октомври 1918)

## Награди
- Военен орден „За храброст“ III степен, 2-ри клас, IV степен, 2-ри клас
- Царски орден „Св. Александър“ II степен с мечове по средата, V степен без мечове
- Народен орден „За военна заслуга“ III степен и IV степен на обикновена лента
- Орден „За заслуга“ на обикновена лента
- Орден „Стара планина“ I степен с мечове, посмъртно[2]